# Apple A4
Apple A4 — микропроцессор фирмы Apple из серии Apple Ax, используемый в различных производимых ею устройствах. Содержит 250 млн транзисторов.

## Технические характеристики
Анонсированная 27 января 2010 года модель микропроцессора работает на частоте 1 ГГц, имеет максимальную потребляемую мощность 500—800 мВт (приблизительная оценка на основе функциональных тестов), кэш L2 объёмом 512 Кбайт, основное ядро с модифицированной архитектурой ARM Cortex A8 и интегрированное графическое ядро PowerVR SGX 535 (такое же, как и в процессоре телефона iPhone 3GS). Производится по 45-нанометровому технологическому процессу. Кристалл микропроцессора расположен вместе с двумя кристаллами оперативной памяти SDRAM в одном корпусе, исполненном по технологии Package on Package (PoP, «корпус на корпусе»).
Процессор, представляющий собой систему на кристалле (SoC), с высокой степенью вероятности разработан микропроцессорным подразделением Apple, сформированным из приобретённой корпорацией фирмы P.A. Semi, в состав которой позже также вошла поглощённая Apple фирма Intrinsity. Конкретных заявлений на этот счёт, кроме общедоступной маркетинговой информации о собственной разработке/доработке компонента, со стороны Apple не было, равно как и какой-либо информации из достоверных источников, однозначно подтверждающей данное предположение. Однако, отсутствие маркировки посторонних компаний на кристалле процессора (например, компании Samsung — как это было в остальной портативной продукции корпорации Apple), — выявленное при реверс-инжиниринге компонента, доказывает, что Apple осуществляла непосредственный контроль над его разработкой.
Ранее высказывавшиеся в сетевых СМИ предположения о возможном наличии в основе процессора ядра (или даже нескольких ядер) с модифицированной архитектурой ARM Cortex A9 не подтвердились. Результаты анализа геометрии чипа, а также программного обеспечения планшета Apple iPad указывают на наличие единственного ядра ARM Cortex A8. Кроме того, было выявлено значительное сходство с ранее использовавшимся в iPhone соответствующим компонентом. Эти факты косвенно подтверждают догадки некоторых источников об истинных целях разработки компанией Apple собственного процессора. Очевидно, основная часть работы специалистов P.A. Semi над компонентом заключалась в оптимизации системы управления питанием. Однако на фоне большого энергопотребления дисплея (ввиду его крупного размера) достигнутые преимущества такого плана не могут быть столь значительными. Это может свидетельствовать о том, что намерения Apple были направлены не столько на разработку чипа специально для iPad, сколько на создание SoC, которая, помимо применения в планшете, может обеспечить гарантированные преимущества телефонам iPhone следующего поколения, в которых также используется данный процессор.

## Интересные факты
- Производителем процессора является компания Samsung[3][5][10][11]. Несмотря на отсутствие какой-либо непосредственно подтверждающей это маркировки на кристалле, данный факт удалось установить в результате анализа внутренней структуры и технологических особенностей процессора. Кроме того, ранее во взломанной микропрограмме iPad было обнаружено указание на версию чипа — s5l8930, — соответствующую в равной степени как известному официальному обозначению процессора APL0398, так и маркировке других выпускаемых компанией Samsung процессоров[12]. Это неудивительно, учитывая предыдущие партнёрские отношения Apple и Samsung в области производства электронных компонентов и конкретно процессоров для мобильных устройств, а также приобретение корпорацией Apple компании Intrinsity, разработчика микропроцессорной техники, тесно сотрудничающей с Samsung. Кроме того, изначально некоторые эксперты были убеждены, что именно Intrinsity является разработчиком A4[11][13][14][15]. В этом плане интересен тот факт, что анонсированное в июле 2009 года[16] процессорное ядро Hummingbird с рабочей частотой 1 ГГц создавалось совместными усилиями специалистов Samsung и Intrinsity[17].
- Отдельные интернет-издания, опираясь на информацию, полученную от представителей самой компании Intrinsity ещё до её приобретения, подтвердили факт разработки данной фирмой процессора Apple A4 на основе ядра Hummingbird, а также участие её в разработке многоядерных процессоров на базе архитектуры ARM Cortex A9, предназначенных, возможно, для использования в будущих продуктах компании Apple[18][19].
- Основания для сомнений в разработке процессора исключительно специалистами P.A.Semi высказывались и ранее. Так, компания Apple объявила о поглощении P.A. Semi 23 апреля 2008 года, после чего в течение 1—2 месяцев должна была быть начата работа над новым процессором архитектуры ARM. Команда же инженеров P.A. Semi до этого разрабатывала процессоры с архитектурой POWER.
- Впервые процессоры Apple A4 были представлены публично в январе 2010 года, то есть всего через 1 год и 8 месяцев после поглощения P.A. Semi. Однако, запуск и наладка серийного производства нового поколения процессоров занимает от 6 месяцев. Отсюда следует, что команда инженеров P.A. Semi должна была практически с нуля, учитывая, что они раньше не занимались процессорами архитектуры ARM, разработать совершенно новый для них процессор примерно за 12 месяцев. Специалисты утверждают[20][21], что за такой срок сделать это практически невозможно.
- Позднее стало известно, что ядро процессора Apple A4 идентично таковому у процессора Samsung S5PC110A01, использующегося в смартфонах компании Samsung[2][10][22]. Этот факт, а также ряд других особенностей, выявленных при подробном анализе устройства компонента, заставляет большинство экспертов склоняться к мнению, что основным разработчиком его действительно является Intrinsity; специалисты P.A.Semi, скорее всего, также участвовали в разработке, но их роль была дополнительной в командной работе[23].
- Так или иначе, последние приобретения и действия Apple свидетельствуют о дальнейших планах корпорации по использованию в своей продукции компонентов собственной разработки[24].
- Название процессора напоминает о широко использовавшемся в прошлом в компьютерах Macintosh процессоре PowerPC G4.

## Применение
Первым устройством, использующим процессор Apple A4, стал разработанный компанией Apple интернет-планшет Apple iPad, презентация которого состоялась 27 января 2010 года в Сан-Франциско, а старт продаж произошёл в Нью-Йорке на Пятой авеню 3 апреля 2010 года.

## Устройства, использующие процессор Apple A4
- iPad — январь 2010 — март 2011
- iPhone 4 — июнь 2010 — сентябрь 2013
- iPod touch 4G — сентябрь 2010 — сентябрь 2012
- Apple TV (второго поколения) — сентябрь 2010 — март 2012